# Kılıçtutan, Çamoluk
Kılıçtutan là một xã thuộc huyện Çamoluk, tỉnh Giresun, Thổ Nhĩ Kỳ. Dân số thời điểm năm 2011 là 196 người.